# 詰め込み教育
詰め込み教育（つめこみきょういく、 英語: cramming）とは、もっぱら暗記による知識量の増大に比重を置く、あるいは知識の増大を目指す教育方法のこと。
多量の勉強による基礎学力の早期習得を目指す教育や、短期間にできるだけ多くの事柄の学習を目指す教育（一夜漬け）のことを指す場合もある（後者の場合、知識の増大に比重を置いたり、目標とするとは限らない）。単に学習カリキュラムの内容の増減（や変化）の観点からのみ、「詰め込み教育」と「ゆとり教育」が対義語（反対語）として用いられる場合もある。

## 概説
詰め込み教育は試験の点数は上がる反面、児童・生徒の学習の動機付け・持続に欠けるという短所があると言われる。
普通教育の最終目標が大学入学試験突破にあり、また当時の高度経済成長下において均質かつ従順で質の高い勤労者を育成する必要があるとされた日本においては、少なくとも1980年代まではこの教育方法が一般的であった。だが、詰め込み教育の一番の問題として、「テストを過ぎたらすべて忘れる」（『剥落学力』と呼ばれる）といった成績のための暗記が一般的になったことがある。また、膨大な量の知識（一方で「試験に出ない箇所は勉強しない」「余計なことは覚えるな」と試験に関係ない部分は勉強するなと指導されるケースも）だけをひたすらに暗記させた結果、「なぜ、そうなるのか」といった単純な疑問や創造力が欠如してしまう点も問題である。授業速度の上昇や、現場の準備不足、教師の力不足もともない、落ちこぼれと呼ばれる、授業についていけない子どもが増加した。特に中学から高校への進路に「15の春は泣かせない」を旗印に、単純に偏差値や合格可能性による一方的な高校への割り当てをする進路指導が目立ち（いわゆる「輪切り」指導）主要5科目の勉強についていけなくなった、もしくは非行に走った生徒やいじめなどで不登校の生徒や成績の悪い生徒の「受け皿」として工業高校や商業高校などの職業科、または定時制高校や遠隔地の地方の高校の職業科への進学を強要されることもあった。
詰め込み教育の影響で、1980年代の学校では校内暴力、非行、いじめなどが社会問題となった反省から、児童・生徒の学習の動機付けに重点を置くゆとり教育に方針を変更することになった。

## 弊害
詰め込み教育の結果、前述のように「テストを過ぎたらすべて忘れる」剥落学力などの問題点の他、「四当五落」「一浪、二浪は当たり前」と言われるほど受験戦争が盛んになり、その結果として、勉強についていけない児童・生徒が増加し、1980年代の学校では校内暴力、非行、いじめ、体罰、新卒一括採用、落ちこぼれ生徒などの問題は深刻化し、もはや学校問題レベルを通り越し、社会問題となるほどの課題となった。

## 世界の詰め込み教育
中国では受験に特化した学力偏重の詰め込み教育「填鴨式教育（「填鴨式」は鴨への強制給餌の意）」、「応試教育（応試教育）」によりいじめや校内暴力、社会性の欠如の問題が指摘され、人間性を重視した中国版ゆとり教育「素質教育」に転換した。